# Сан Марино на Светском првенству у атлетици на отвореном 2013.
Сан Марино је учествовао на Светском првенству у атлетици на отвореном 2013. одржаном у Москви од 10. до 18. августа четрнаести пут, односно учествовао је на свим првенствима до данас. Репрезентацију Сан Марина представљала је једна такмичарка која се такмичила у трци на 100 метара.,
На овом првенству Сан Марино није освојило ниједну медаљу, нити је постигнут неки рекорд.

## Резултати

### Жене
| Атлетичарка     | Дисциплина | Лични рекорд | Квалификације | Квалификације | Полуфинале            | Полуфинале            | Финале                | Финале       | Детаљи                                      |
| Атлетичарка     | Дисциплина | Лични рекорд | Резултат      | Место         | Резултат              | Место                 | Резултат              | Место        | Детаљи                                      |
| --------------- | ---------- | ------------ | ------------- | ------------- | --------------------- | --------------------- | --------------------- | ------------ | ------------------------------------------- |
| Мартина Претели | 100 м      | 12,02 НР     | 12,73         | 7 гр 3        | Није се квалификовала | Није се квалификовала | Није се квалификовала | 41 / 45 (46) | Архивирано на веб-сајту (9. септембар 2013) |